# Marco Visconti (film 1941)
Marco Visconti è un film del 1941 diretto da Mario Bonnard.
Il soggetto è ispirato all'omonimo romanzo storico dello scrittore Tommaso Grossi del 1834.

## Trama
Nella Milano del XIV secolo, il nobile e condottiero Marco Visconti conosce la contessa Bice del Balzo, figlia di una donna, Ermelinda, da lui amata in gioventù, che gli fu impedito di prendere in moglie, perché la famiglia di lei impose ad Ermelinda di sposarsi con il conte Oldrado del Balzo. La straordinaria somiglianza della ragazza con sua madre fa in modo che Marco s'innamori follemente di Bice. ma Bice è innamorata e promessa in sposa al giovane cugino di Marco, Ottorino Visconti; Marco, tenta dunque di impedire le nozze, rapendo sia Bice che Ottorino, con l'aiuto del suo altro cugino, Lodrisio, e di Pelagrua. Su pressione di Ermelinda, Marco fa liberare i due ostaggi, ma è troppo tardi, perché Bice muore durante la prigionia per la paura.

## Produzione
Prodotto dal Consorzio Italiano Film, il film venne girato negli stabilimenti di Cinecittà ed ottenne il visto censura n. 31261 del 22 marzo 1941.
Nel cast tecnico figurano anche Mario Monicelli come aiuto regista e Romolo Garroni come operatore di macchina.

## Distribuzione
Il film, curiosamente, venne distribuito nelle sale prima di ottenere il visto censura: raggiunse infatti il circuito cinematografico italiano il 19 marzo del 1941.

## Accoglienza

### Critica
Sandro De Feo da Il Messaggero del 28 marzo 1941:«[...] La concitazione del film è tutta esterna, come sempre accade quando le parrucche, le gualdrappe e le sedicenti grinte storiche dei personaggi hanno il sopravvento sulle loro vere emozioni. Bonnard ha diretto e raccontato con speditezza. [...] Carlo Ninchi è un virilissimo, aquilino Marco. Gli fa quasi da contrasto l'adolescente tenerezza di Roberto Villa [...]».

## Opere correlate
Il romanzo era stato già trasposto tre volte al cinema all'epoca del muto: nel 1909 in un omonimo cortometraggio diretto da Mario Caserini; nel 1911 in un ulteriore cortometraggio diretto da Ugo Falena ed infine nel 1925 con il lungometraggio diretto da Aldo De Benedetti.
Nel 1975 il romanzo ebbe anche una celebre trasposizione televisiva in sei puntate diretta da Anton Giulio Majano per la Rai.